# Alsweiler
Ne doit pas être confondu avec Asweiler ou Alswiller.
Alsweiler (en sarrois Alsweller) est un ortsteil de Marpingen, en Sarre.

## Géographie

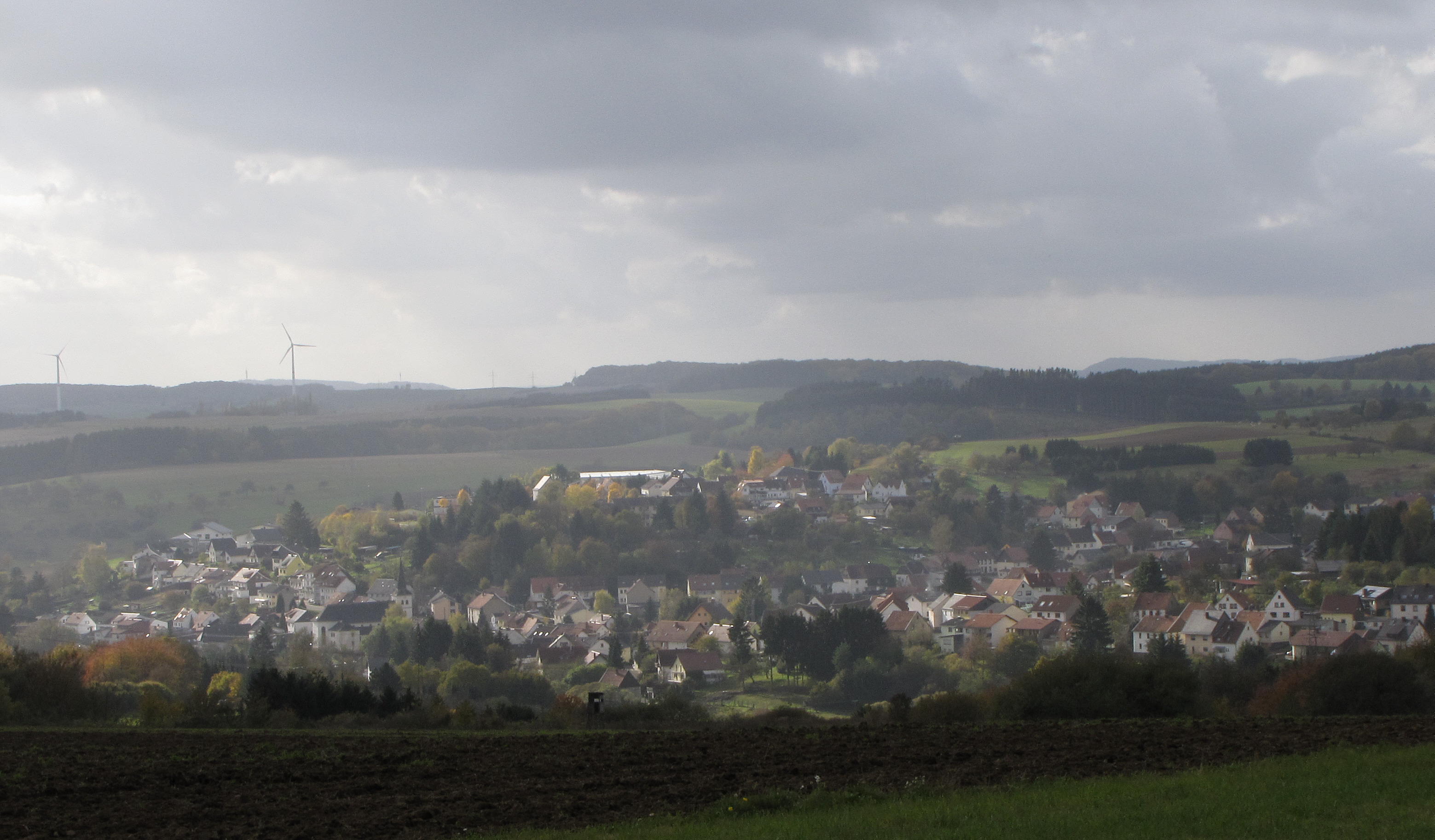

## Histoire
Ancienne commune de la Moselle, fut cédé à la Prusse en 1814. Fut ensuite incorporé à Marpingen le 1er janvier 1974.

## Lieux et monuments

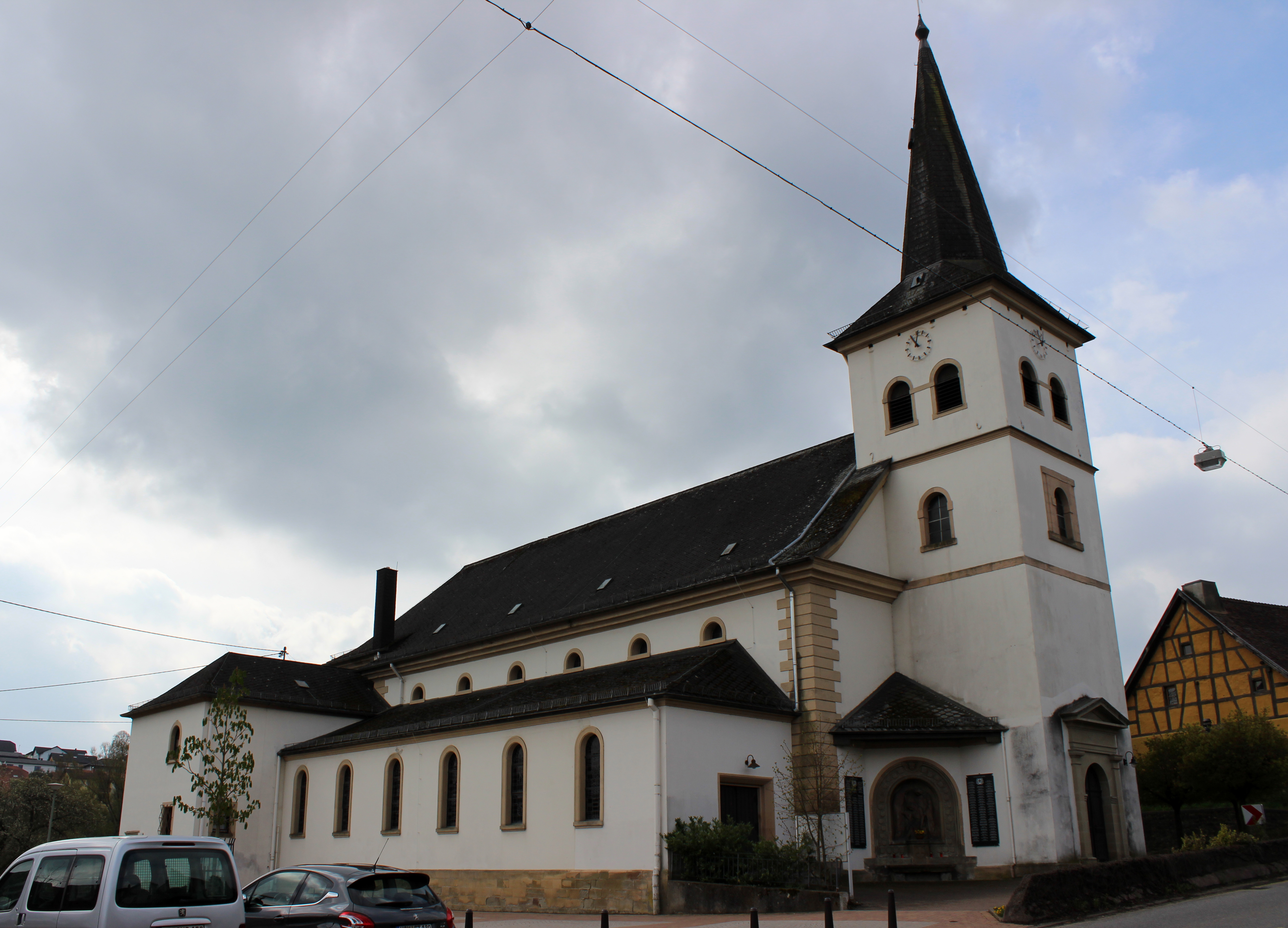
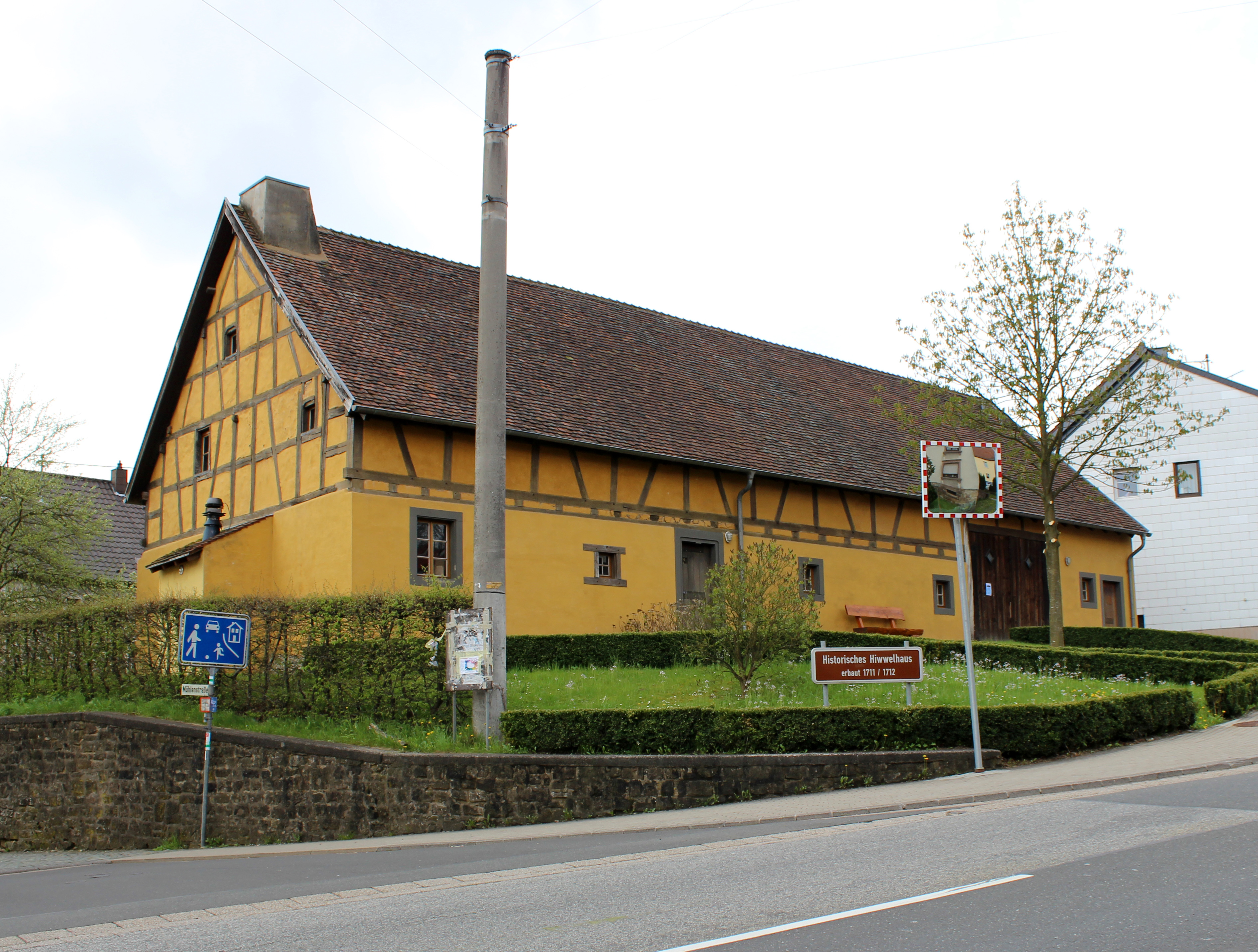